# Гай Эруций Клар
Гай Эру́ций Клар (лат. Gaius Erucius Clarus; умер после 174 года) — древнеримский государственный и политический деятель из знатного плебейского рода Эруциев, ординарный консул 170 года.

## Происхождение
Гай происходил из знатного плебейского рода Эруциев; его родным отцом являлся ординарный консул 146 года Секст Эруций Клар. 

## Биография
В 170 году Гай Эруций занимал должность ординарного консула, где его коллегой стал Марк Гавий Корнелий Цетег. Со 171 по 174 год Клар находился на посту легата-пропретора провинции Сирия Палестинская. 

## Семья и потомки
Известно, что Клар был женат на дочери ординарного консула 153 года Авла Юния Руфина, Помпонии Триарии. В этом браке родился сын, будущий консул 193 года Гай Юлий Эруций Клар Вибиан. Возможно, у Клара был ещё один сын, Помпоний Эруций Триарий, служивший в Сирии.